# 瀧野佳宏
瀧野 佳宏（たきの よしひろ、1965年 - ）は日本の徳島県鳴門市出身の陶芸家。

## 略歴
徳島で240年以上続く大谷焼の窯元、佳実窯3代目当主。徳島、大谷焼を代表する作家である。京都芸術短期大学専攻科修了後、京都芸術短期大学の陶芸研究室に勤務し、養護施設の非常勤講師を務めていた。後に国際陶磁器フェスティバル美濃など数々の国際陶芸展に入選を果たし、現在も数々のオブジェや食器類を制作している。

## 賞歴
京都府国際陶芸展 入選
中日国際陶芸展 入選
国際ビエンナーレ展 入選
美濃国際フェスティバル 入選
朝日陶芸展 入選
金沢ユンペンション陶芸展 入選
天展 入選
全関西美術展読売テレビ賞 受賞
日本新工芸展入選 読売テレビ賞 受賞
日本新工芸展入選 読売新聞社賞 受賞